# Kromon
A kromon fehér vagy halványsárga kristály vagy por.
Szerkezetileg egy benzolgyűrűből és egy 4H-pirángyűrűből áll, utóbbin egy ketocsoporttal.
Származékai között nagyon fontos vegyületek vannak, pl.:
- 2-fenil-származéka a flavon, származékai a flavonoidok
- 3-fenil-származéka az izoflavon, származékai az izoflavonok
- asztma elleni gyógyszerek, pl. nedokromil.

## Fordítás
- Ez a szócikk részben vagy egészben  a   Chromone című angol Wikipédia-szócikk fordításán alapul.  Az eredeti cikk szerkesztőit annak laptörténete sorolja fel. Ez a jelzés csupán a megfogalmazás eredetét és a szerzői jogokat jelzi, nem szolgál a cikkben szereplő információk forrásmegjelöléseként.